# Stoczno
Stoczno – wzgórze, wzniesienie, położone w obrębie Wzgórz Trzebnickich, w mikroregionie Grzbietu Trzebnickiego. Jest jednym z wierzchołków Baraniego Masywu. Znajduje się w gminie Prusice. Wzniesienia zagospodarowany jest jako użytki rolne. Jego wierzchołek położony jest na wysokości bezwzględnej wynoszącej 150,0 m n.p.m.

## Położenie i otoczenie
Stoczno jest częścią Wzgórz Trzebnickich, będących mezoregionem o identyfikatorze 318.44 (według regionalizacji fizycznogeograficznej opracowanej przez Jerzego Kondrackiego), należących do Wału Trzebnickiego (makroregion o indeksie 318.4). W ramach tych Wzgórz Trzebnickich wyróżnia się także mikroregion, obejmujący Stoczno – Grzbiet Trzebnicki (mikroregion o indeksie 318.444), która w jego obrębie jest jednym z wierzchołków Baraniego Masywu. Masyw ten leży w jego północno-zachodniej części Grzbietu Trzebnickiego.
Natomiast pod względem podziału administracyjnego wzniesienie jest położone na terenie gminy Prusice, w obrębie ewidencyjnym Gola. Gmina ta przynależy do powiatu Trzebnickiego w województwie dolnośląskim. Wierzchołek leży na wschód od miejscowości Gola.

## Charakterystyka
Stoczno jest jednym z kilku wierzchołków położonych w Baranim Masywie. Jego wierzchołek położony jest na wysokości bezwzględnej wynoszącej 150,0 m n.p.m. Wzniesienie pokryte jest użytkami rolnymi. Jest to najbardziej wysunięty wierzchołek Baraniego Masywu w jego północno-wschodnim skłonie. Dalej w tym kierunku położone jest miasto Prusice leżące już na pograniczu Kotliny Żmigrodzkiej. Natomiast na kierunku zachodnim za miejscowością Gola wnosi się wzniesienie Brzozówek.

## Nazwa
Nazwa własna – Stoczno – jest nazwą urzędową. Została ustalona i ujęta w państwowym rejestrze nazw geograficznych na podstawie Zarządzenia nr 70 z dnia 30 marca 1954 r. wydanego przez Prezesa Rady Ministrów (Monitor Polski z 1954 nr 38, poz. 516). Odnosi się ona do ukształtowania terenu należącego do rodzaju wzgórza, wzniesienia. W rejestrze tym przypisano jej identyfikator: PRNG – 206501, identyfikator IIP – PL.PZGiK.320.NGRP.206501. Podaje on następujące współrzędne geograficzne punktu głównego masywu: szerokość geograficzna – 51°21'11" N, długość geograficzna – 16°56'27" E. W rejestrze tym jest ważna od 21.04.2015 r.
W czasie przynależności tego obszaru do Niemiec wzniesienie nosiło nazwę Knöppel Berg.